# Отряд активной службы

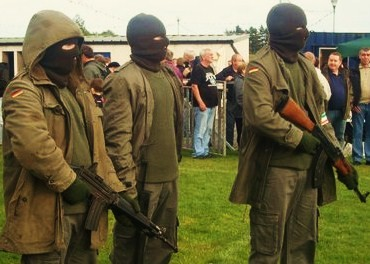
Военные реконструкторы в форме отряда активной службы ИРА на годовщине Ирландской голодовки: вооружены автоматом Калашникова, пистолетами-пулемётами MAC-10 (с глушителем) и Beretta AR-70

Отряд активной службы (англ. Active Service Unit, сокращённо ASU) — основная боевая единица Ирландской республиканской армии, насчитывающая в среднем от 5 до 8 человек и организующая вооружённые нападения. В 2002 году в составе ИРА насчитывалось около тысячи человек, из которых 300 служили в отрядах активной службы.
Отряд активной службы стал следующим элементом развития летучей колонны, использовавшейся бойцами Ирландской республиканской армии во время Войны за независимость и Гражданской войны в 1920-е годы. Использование подобных отрядов началось с 1977 года после отказа от планов по использованию крупных подразделений. На место батальонов были внедрены бригады и отряды активной службы. Роты старого образца занимались вспомогательной деятельностью: сбором разведданных и перевозкой оружия. Отряды активной службы стали использоваться для непосредственных атак: это были маленькие и компактные подразделения из 5 или 8 человек. Оружие отряда находилось в ведении квартирмейстера, подчинявшегося руководству ИРА. К концу 1980-х — началу 1990-х было установлено, что в отрядах активной службы работают около 300 человек, а на вторых ролях находятся 450 человек.
Почти все бригады использовали структуру отрядов активной службы, однако Южно-Арманская бригада ИРА отступала от этих правил: она использовала традиционную иерархию батальонов, вследствие чего в её атаках были задействованы крупнейшие силы (вплоть до 20 человек). Примерами таких атак являются нападение на блокпост в Клоходже и снайперская война в Южном Арма.